# Nyabuyumpu (vattendrag, lat -3,14, long 30,83)
Nyabuyumpu är ett vattendrag i Burundi. Det ligger i den östra delen av landet, 160 km öster om huvudstaden Bujumbura.
I omgivningarna runt Nyabuyumpu växer huvudsakligen savannskog. Runt Nyabuyumpu är det ganska tätbefolkat, med 93 invånare per kvadratkilometer.